# فرودگاه منطقه‌ای چستر کتبا
فرودگاه منطقه‌ای چستر کتباً (به انگلیسی: Chester Catawba Regional Airport) یک فرودگاه همگانی بهره‌برداری هوایی است که یک باند فرود آسفالت دارد و طول باند آن ۱۵۲۳ متر است. این فرودگاه در کشور ایالات متحده آمریکا قرار دارد و در ارتفاع ۲۰۰ متری از سطح دریا واقع شده‌است.